# Jason Rhoades
Jason Rhoades (Newcastle, 9 luglio 1965 – Los Angeles, 1º agosto 2006) è stato un artista statunitense.
Meglio conosciuto in Europa, dove espone i suoi progetti regolarmente per gli ultimi dodici anni della sua vita, il suo lavoro continua a far parte della collezione permanente della Rubell Family Collection di Miami, dove è stato una parte della mostra "Beg Borrow and Steal" al momento della sua morte.

## Istruzione e lavoro

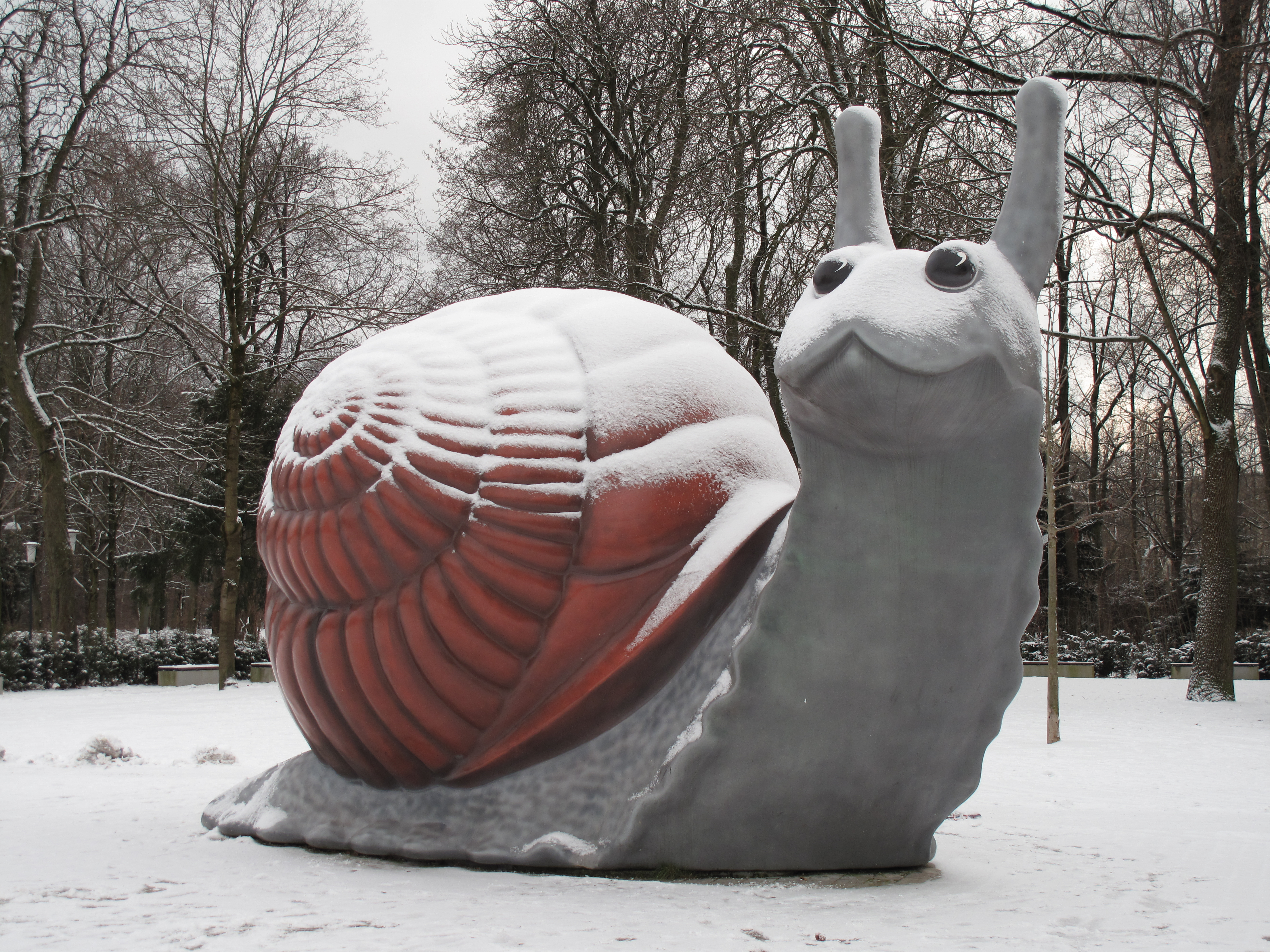
Sweet Brown Snail

Rhoades ha ricevuto il suo MFA (Master of Fine Arts) dalla UCLA nel 1993 dopo aver studiato al California College of the Arts di Oakland, l'Art Institute di San Francisco e la Skowhegan School of Painting and Sculpture. Durante il periodo dei suoi studi al San Francisco Art Institute è stato uno dei fondatori di un movimento chiamato "Funk o' Metric", noto anche come FOM o FOAM. I membri di questo gruppo includevano Peter Warren, Bill Beccio, Laurie Steelink, Sebastian Clough, e Marshall Weber, tra gli altri.

## Vita privata
Rhoades era il figlio di Jack e Jackie Rhoades e aveva due fratelli, Greg e Matt. Era sposato con l'artista di origine australiana Rachel Khedoori e aveva una figlia di tre anni di nome Rubi. La cognata di Rhoades (è identica alla sorella gemella di sua moglie) è la pittrice Toba Khedoori.

## Morte
Rhoades è stato trovato nella sua casa e portato al Cedars-Sinai Medical Center la mattina del 1º agosto 2006, dove è stato dichiarato morto, a 41 anni. La causa della morte è stata un'insufficienza cardiaca. È stato poi affermato che decesso è stato causato da intossicazione da farmaci accidentale e malattie cardiache.